# Rezerwat przyrody Żurawie Bagno (województwo warmińsko-mazurskie)
Rezerwat przyrody Żurawie Bagno – ścisły rezerwat torfowiskowy położony w województwie warmińsko-mazurskim, w gminie Kurzętnik, nadleśnictwo Brodnica. Leży w granicach Brodnickiego Parku Krajobrazowego.
Ochroną objęto śródleśne torfowisko przejściowe z liczną grupą gatunków rzadkich i chronionych.
Rezerwat został powołany zarządzeniem Ministra Leśnictwa i Przemysłu Drzewnego z 4 lutego 1958 roku. Zajmuje powierzchnię 5,87 ha (akt powołujący podawał 5,56 ha).

## Flora
- wełnianka wąskolistna (Eriophorum angustifolium),
- rosiczka wąskolistna,
- rosiczka okrągłolistna (Drosera rotundifolia),
- widłak torfowy (Lycopodiella inundata)[1].